# Platone (nome)
Platone  è un nome proprio di persona italiano maschile.

## Varianti in altre lingue
- Greco antico: Πλατων (Platon)[2][3]
- Latino: Plato[1][2], Platon[1]
- Polacco: Platon, Płaton
- Russo: Платон (Platon)[2]
- Spagnolo: Platón
- Ungherese: Platón

## Origine e diffusione

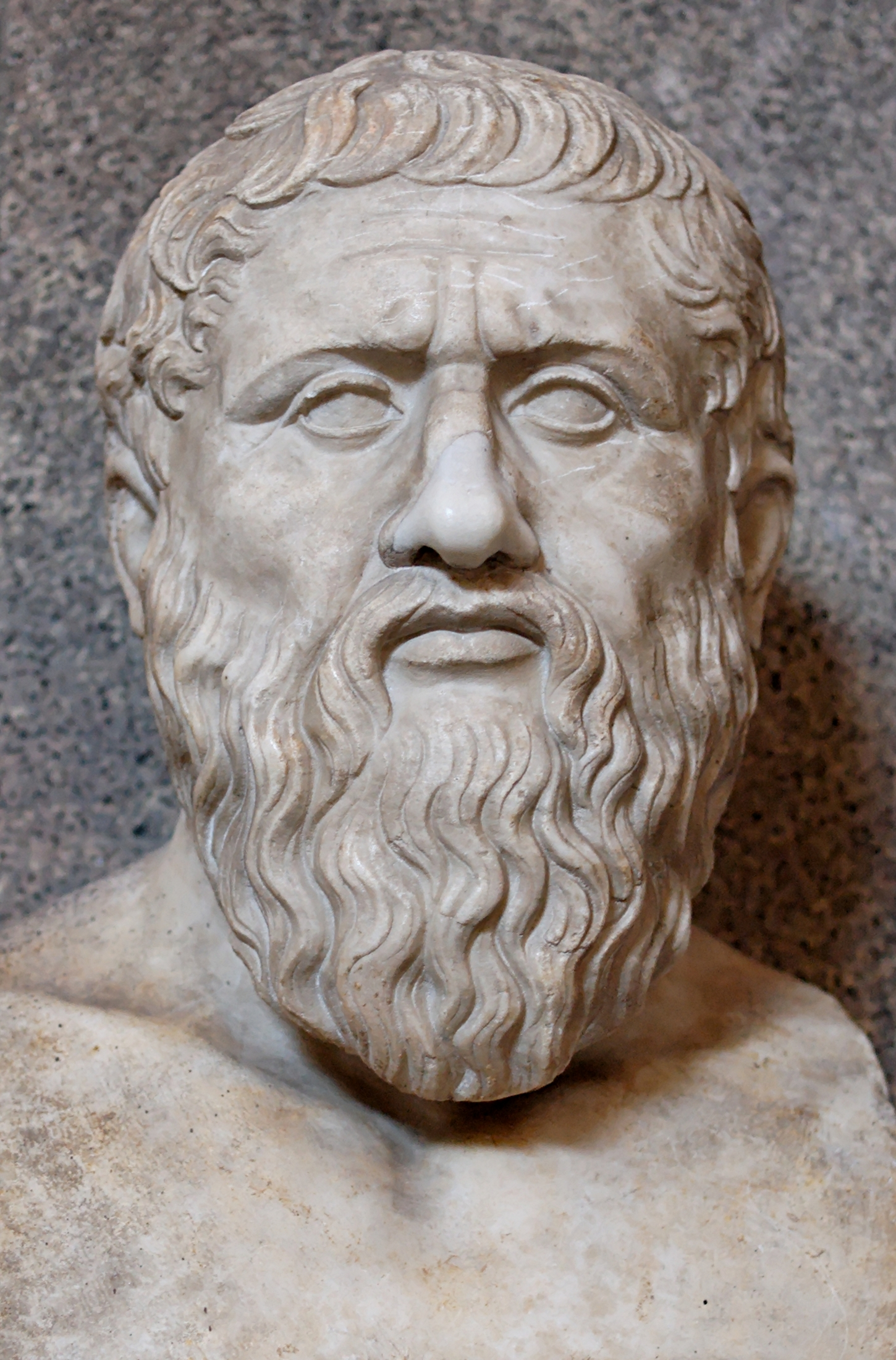
Busto raffigurante Platone

Continua il nome greco Πλατων (Platon), basato su πλατυς (platys, "largo"), e significa quindi "dalle spalle larghe". È universalmente noto per essere stato portato da Platone, uno dei massimi filosofi greci antichi (il cui vero nome però era Aristocle).

## Onomastico
L'onomastico si può festeggiare il 4 aprile in memoria di san Platone, eremita in Bitinia, oppure il 22 luglio in onore di san Platone, martire ad Ankara.

## Persone
- Platone, filosofo greco antico
- Platone, commediografo greco antico
- Platone, esarca bizantino
- Platone di Battria, sovrano del regno greco-battriano
- Platone Tiburtino, matematico, astronomo e traduttore italiano

### Variante Platon
- Platon II, monaco e teologo russo

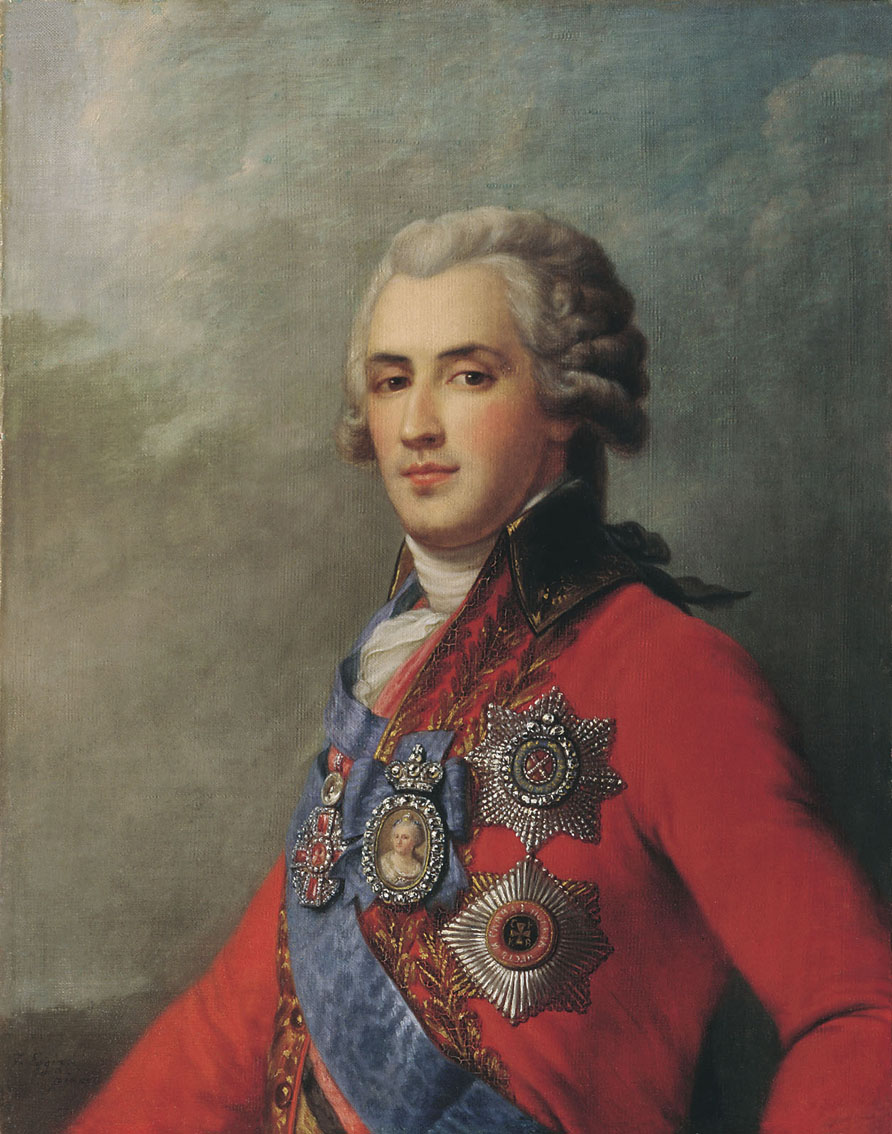
Platon Aleksandrovič Zubov

- Platon Michajlovič Keržencev, politico, critico d'arte, diplomatico, giornalista e drammaturgo russo
- Platon Aleksandrovič Zubov, politico russo